# Metha de Vos
Metha de Vos is een Nederlands radio-dj.

## Biografie
De Vos is geboren en getogen in Drenthe. Ze studeerde film- en televisiewetenschap aan de UvA. en deed praktijkervaring in de media op bij onder andere Radio Meppel, Veronica en AKN. Haar programma's Horizontaal met Meta en Joke waren bij Kink FM is te beluisteren.
Naast haar werk als dj spreekt ze regelmatig radiocommercials in. Ook deed ze voice-over werk, zoals voor het programma 40 dagen zonder seks. Van april 2014 tot september 2014 was ze een van de vaste sidekicks van Rob van Someren in het radioprogramma Somertijd op Radio Veronica, naast DJ Sven en Mark van der Molen. Sinds 2016 werkt de Vos achter de schermen bij RTL. In de zomer van 2020 startte de Vos opnieuw met radio maken bij Kink. 